# Erik Enge (Schauspieler)
Erik Sune Enge (* 25. Juli 1996 in Stockholm) ist ein schwedisch-finnischer Filmschauspieler. 

## Leben
Erik Enge (ursprünglich Lönngren) wurde 1996 geboren und besuchte die Kulturama-Schule der darstellenden Kunste.
Von 2015 bis 2016 spielte er in zehn Folgen der Fernsehserie Min bror kollokungen Pinnen. Im Jahr 2018 spielte er in der Fernsehserie Die Brücke – Transit in den Tod in sieben Folgen Christoffer.
In dem im August 2021 in Schweden angelaufenen Film Tiger von Ronnie Sandahl verkörperte er den Fußballspieler Martin Bengtsson. Der Regisseur schrieb auch das auf dessen Autobiografie basierende Drehbuch. Bengtsson schaffte mit 16 Jahren den Sprung in die erste schwedische Liga. Tiger wurde von Schweden als Beitrag für die Oscarverleihung 2022 in der Kategorie Bester Internationaler Film eingereicht.

## Filmografie
- 2011: Iris – Die abenteuerliche Reise ins Glück
- 2013: Lärjungen
- 2015–2016: Min bror kollokungen (Fernsehserie)
- 2018: Mord im Mittsommer (Fernsehserie)
- 2018: Die Brücke – Transit in den Tod (Fernsehserie)
- 2019: Att tvätta för tre (Kurzfilm)
- 2020: Rebecka Martinsson (Fernsehserie)
- 2020: Tiger (Tigers)
- 2021: Kommissar Beck (Fernsehserie)
- 2022: Operation Schwarze Krabbe (Svart krabba)

## Auszeichnungen
Göteborg Film Festival
- 2021: Auszeichnung als Bester Schauspieler (Tiger)[4]